# Верндаль, Лине
Лине Сесилия Верндаль (норв. Line Cecilie Verndal; род. 23 марта 1972 года, Осло, Норвегия) — норвежская актриса. Удостоена ряда наград.

## Биография
С 1987—1990 годы Лине Верндаль училась в гимназии в Осло. В 1988 году поступила в высшую школу кабаре. В 1995 году Лине Верндаль окончила Норвежскую национальную академию театра. После она работала в Новом театре Осло, в Нашем театре в Молде, в Рогаланд театре в Ставангере, в Норвежском театре, в театре Национальная сцена в Бергене и в других театрах. Карьеру в кино Лине начала с 1997 года.

## Фильмография
| Год       | Название                                   | Персонаж          |
| --------- | ------------------------------------------ | ----------------- |
| 1997      | Dag 1 (короткометражка)                    | девушка           |
| 1997      | Livredd                                    | Ирене             |
| 1997      | Блаженны жаждущие                          | Бритт, секретарша |
| 1997      | Min Drømmeserie, Lillelørdag               | Бенедикт          |
| 2001      | Морган Кейн: Смерть одинокий охотник       | девушка           |
| 2001      | Ниссе в сарае                              | Кине Мессель      |
| 2002      | Кукольный дом (мини-сериал)                | мама Йонатана     |
| 2002      | Я — Дина                                   | Грета             |
| 2002      | Правительство Мартина (короткометражка)    | Нора              |
| 2002      | Бригада (сериал)                           | Андреас Сейерстад |
| 2003      | Женщина в моей жизни                       | Вероника          |
| 2003      | Волчье лето                                | Сесиль            |
| 2004      | Вкусная земля (короткометражка)            | девушка           |
| 2004-2007 | Шестеро как мы (сериал)                    | Малин             |
| 2005      | За царским столом (сериал)                 | Ода Хаген         |
| 2007      | 5 løgner                                   | Анджела           |
| 2008-2010 | Голубое небо (сериал)                      | Марит             |
| 2010      | Лимбо                                      | Соня              |
| 2010      | Супергерои не перед сном (короткометражка) | девушка           |
| 2011      | Узы смерти                                 | Сесиль            |
| 2013      | Безумный корабль                           | Сольвейг          |
| 2014      | Выжить в Арктике                           | мама              |
| 2015      | Видишь меня (короткометражка)              | Изабель           |
| 2016      | Воины острова                              | Денис             |
| 2022      | Просто супер                               | тётя              |

## Награды
- 2009: номинация «Gullruten»
- 2009: номинация «Gullruten» как лучшая актриса в сериале «Голубое небо»
- 2010: номинация «Gullruten» как лучшая актриса в сериале «Голубое небо»
- 2011: номинация «Gullruten» как лучшая актриса в сериале «Голубое небо»
- 2011: номинация «Kosmorama» как лучшая актриса ведущей роли в фильме «Лимбо»
- 2011: номинация «Аманда» как лучшая актриса ведущей роли в фильме «Лимбо»